# سیارک ۱۹۱۸۳
سیارک ۱۹۱۸۳ (به انگلیسی: 19183 Amati، نامگذاری:1991TB5) نوزده هزار و صد و هشتاد و سومین سیارک کشف شده‌است که در ۵ اکتبر ۱۹۹۱ کشف شد.
قدر مطلق سیارک برابر ۱۴٫۴۰ است.